# M40 (雙星)
梅西耶40（也稱為Winnecke 4或WNC 4）是在大熊座的一對雙星，它是在1764年被梅西耶於搜尋星雲中發現的。約翰·赫維留斯曾報告在這個區域內有星雲，但梅西耶沒有發現任何星雲，就以這個雙星來取代。在1863年，弗里德里希·奧古斯特·特奧多爾·溫尼克再度發現這對雙星，並賦與Winnecke 4的編號。
在1991年，這對雙星的主伴兩星相距51".7，比梅西耶發現時分得更開，但一般認為這只是一對光學雙星（假雙星），而不是有物理關聯的系統。

## 外部連結
- Messier 40, SEDS Messier pages
- Wikisky.org, SDSS image of M40 （页面存档备份，存于）
- Messier 40 CCD LRGB image with 2 hrs total exposure （页面存档备份，存于）